# Bahnhof Lottengrün
Der Bahnhof Lottengrün war ein lokaler Bahnknotenpunkt im Tirpersdorfer Ortsteil Lottengrün im sächsischen Vogtlandkreis. Die beiden berührenden Bahnstrecken Herlasgrün–Oelsnitz (Vogtl) (Abschnitt Falkenstein (Vogtl)–Oelsnitz (Vogtl.)) und Lottengrün–Plauen sind heute außer Betrieb. Auf dem Abschnitt Falkenstein–Oelsnitz entstand ein Radweg.

## Geographische Lage
Der ehemalige Bahnhof Lottengrün befand sich nordöstlich des Orts Lottengrün an der heutigen „Alten Bahnhofstraße“. Auf dem einstigen Areal am Rand eines Waldstücks befindet sich neben dem Bahntrassen-Radweg ein LKW-Stellplatz und eine Kleingartenanlage. Anhand der bewaldeten Bahndämme sind die einstigen Bahntrassen noch gut erkennbar.

## Geschichte

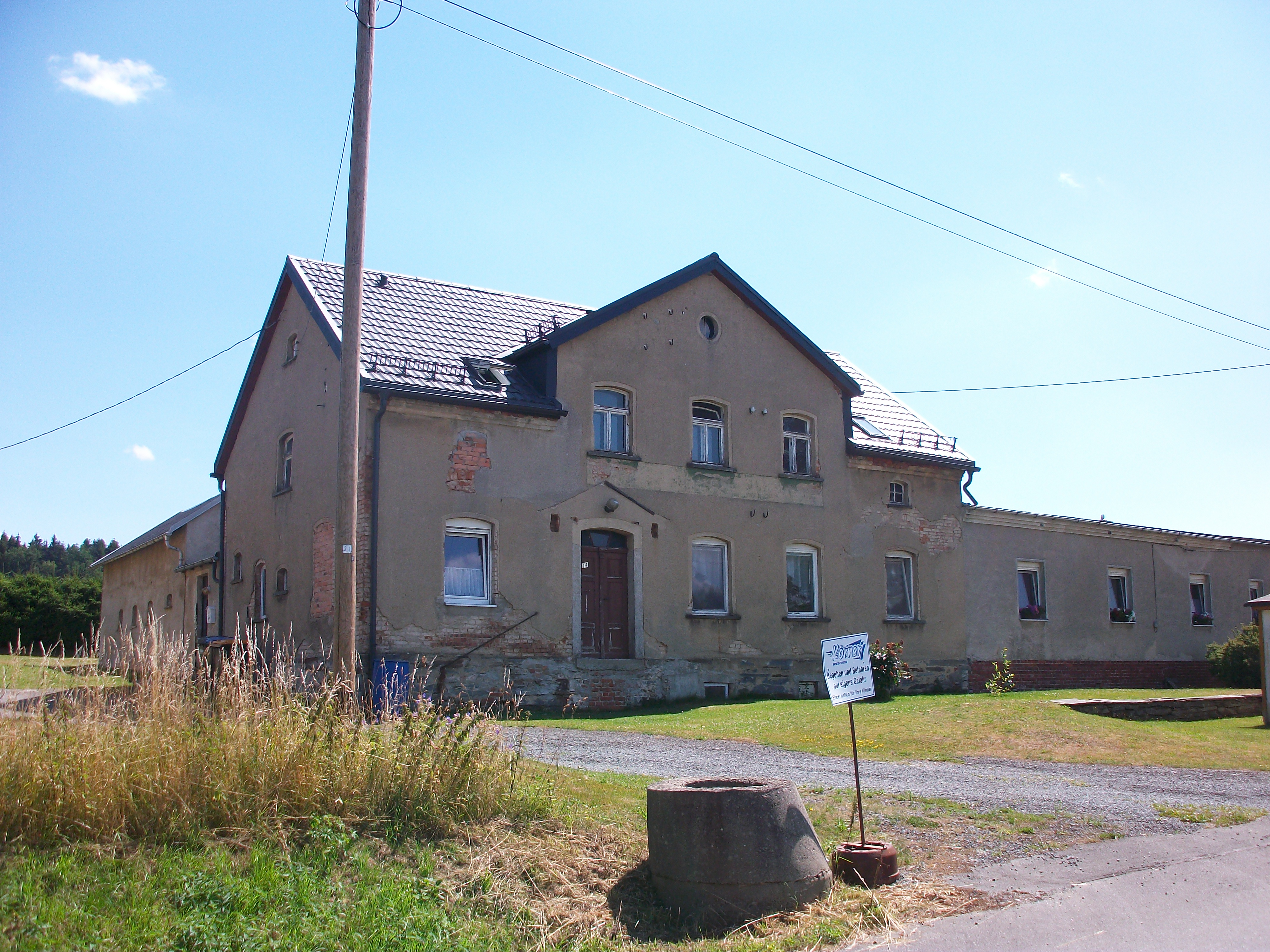
Lottengrün, ehemaliges Bahnhofsrestaurant (2018)

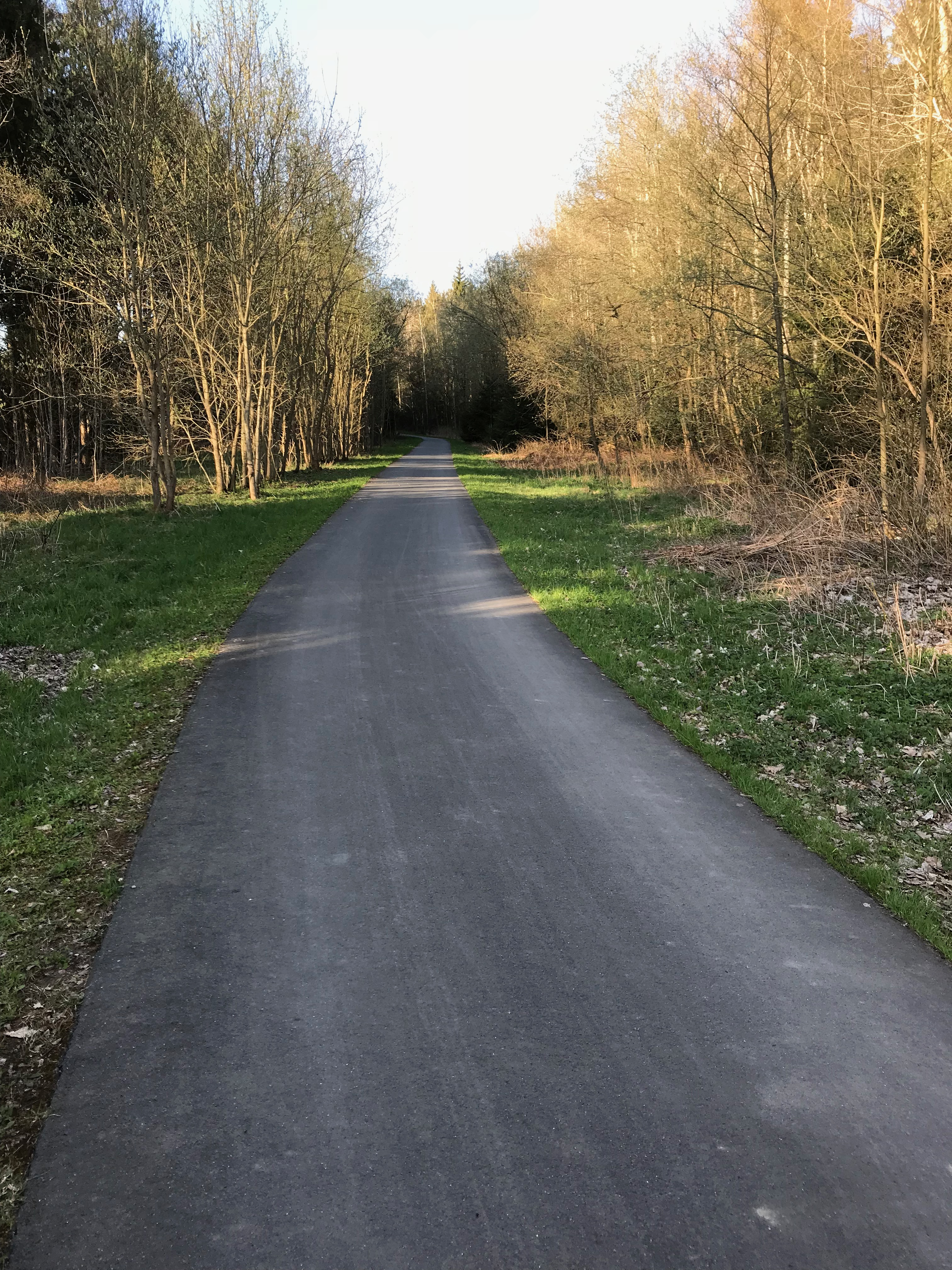
Abzweig der beiden Bahnstrecken östlich des ehemaligen Bahnhofs Lottengrün (2018), jetzt Fahrradweg

Der Bahnhof Lottengrün entstand um 1869 aus einer hier angelegten Wasserstation an der 1865 eröffneten Bahnstrecke Herlasgrün–Oelsnitz. Mit dem zweigleisigen Ausbau in Richtung Bergen kamen zwei Weichen und ein Stumpfgleis hinzu. Zunächst zur Güterladestelle erweitert, wurde ab 1879 auch Personenverkehr durchgeführt. Die Station besaß ein Doppelwohnhaus für den Aufseher und den Schrankenwärter, welches 1892 eine Verbindung zum Wirtschaftsgebäude erhielt. In diesem befanden sich ein Güterraum und die Abtritte mit Pissoir. Das vierte Gleis erhielt eine 100 m lange Seitenrampe und zwei aufgeschüttete Bahnsteige. Die mit fünf Weichen ausgestattete Station erhielt im Jahr 1885 eine Gleiswaage. Zwischen 1901 und 1922 bestand eine Anschlussbahn „Himmers Zweiggleis“.
Ab 1902 zweigte bei der Haltestelle Lottengrün (seit 1905 Bahnhof) eine Industriebahn zu den Theumaer Schieferbrüchen ab, die schrittweise bis 1923 als öffentliche Bahnstrecke bis Chrieschwitz an der Bahnstrecke Gera Süd–Weischlitz verlängert wurde. Mit der Aufnahme des Personenverkehrs auf dieser Strecke entstand ein Personentunnel unter den Gleisen der Oelsnitzer Bahnstrecke zum neuen Inselbahnsteig im Dreieck zwischen den beiden Bahnstrecken. Auf diesem befand sich eine beheizbare Wartehalle. Weiterhin besaß die Station seit 1924 ein Stellwerk zur Bedienung der Weichen und Signale. Die Größte Ausdehnung erreichte der Bahnhof Lottengrün nach der Anlage eines Behelfsbahnsteigs am Gleis 5 in Richtung Plauen. Die Station besaß somit Anfang der 1930er Jahre sieben Gleise und 13 Weicheneinheiten.
Wegen des geringen Verkehrsaufkommens wurde im Jahr 1951 entschieden, den Abschnitt Lottengrün–Oelsnitz der Bahnstrecke Herlasgrün–Oelsnitz für sogenannte Schwerpunktvorhaben abzubauen. Mit der Begründung, für den Bau des Berliner Außenringes Oberbaustoffe zu benötigen, wurde zum 27. April 1951 der Zugverkehr eingestellt und die Strecke wenig später abgebaut. Im Bahnhof Lottengrün betraf dies das Hauptgleis 1 mit den Weichen 6 und 10. Bis 1961 wurde auch das Gleis 3 abgebaut und die Abzweigweiche in Richtung Plauen bis in die Höhe des Stellwerks zurückverlagert. Dabei erhielt das Kreuzungsgleis 4 beidseitig Schutzweichen. Die Gütergleisen auf Oelsnitzer Seite blieben unverändert bestehen. Am 26. September 1970 endete der Personenverkehr auf dem Abschnitt Falkenstein (Vogtl)–Lottengrün und auf der Bahnstrecke Lottengrün–Plauen, wodurch der Bahnhof Lottengrün zum reinen Güterbahnhof wurde. Nachdem im Herbst 1972 die Bedienung der Theumaer Schieferbrüche auf dem Schienenweg eingestellt worden war, ging der Bahnhof Lottengrün am 1. Oktober 1972 außer Betrieb.
Das Empfangsgebäude, die Bahnsteigunterführung und der Güterschuppen der Station im Osten von Lottengrün waren im Jahr 2001 noch erhalten. Heute befinden sich auf dem Areal neben dem Gebäude des einstigen Bahnhofsrestaurats eine Spedition und eine Kleingartenanlage. Auf der Strecke von Falkenstein (Vogtl) in Richtung Oelsnitz (Vogtl) wurde auf bzw. neben der einstigen Trasse ein Radweg angelegt.